# Tronchón
Tronchón è un comune spagnolo di 102 abitanti situato nella comunità autonoma dell'Aragona.